# Мерсервил (Њу Џерзи)
Мерсервил (енгл. Mercerville) насељено је место без административног статуса у америчкој савезној држави Њу Џерзи.

## Демографија
По попису из 2010. године број становника је 13.230.
| Група             | 2000.    | 2010.          |
| Белци             | 0 (0,0%) | 11.189 (84,6%) |
| Афроамериканци    | 0 (0,0%) | 527 (4,0%)     |
| Азијати           | 0 (0,0%) | 486 (3,7%)     |
| Хиспаноамериканци | 0 (0,0%) | 907 (6,9%)     |
| Укупно            | 0        | 13.230         |